# Mary McCormack
Mary McCormack (ur. 8 lutego 1969 w Plainfield w stanie New Jersey) – amerykańska aktorka filmowa.

## Filmografia
- 1994: Cud na 34. ulicy jako Myrna Foy
- 1995: Ognisty Wydmuch jako Sarah Jackson
- 1997: Colin Fitz jako Moira
- 1997: Dzień ojca jako kobieta z zepsutym samochodem (nie uwzględniona w czołówce)
- 1997: Bezpieczny interes jako Sally
- 1997: Części intymne jako Alison Stern
- 1998: Czas zbiorów jako Becka Anslinger
- 1998: Dzień zagłady jako Andrea Baker
- 1999: Wojna na grzebienie jako Monique
- 1999: Prawda o tobie.... jako Leila Lee
- 1999: Mystery, Alaska jako Donna Biebe
- 1999: Prawdziwa zbrodnia jako Michelle Ziegler
- 2000: Na wschód od A jako Daphne
- 2000: Liga złamanych serc jako Anne
- 2000: Charlie Cykor jako Gloria Minetti Nesstra
- 2001: More, Patience jako Patience More
- 2001: BigLove jako Phoebe
- 2001: Madison jako Bonnie McCormick
- 2001: Światowy podróżnik jako Margaret
- 2001: K-PAX jako Rachel Powell
- 2001: Damy i bandyci jako Frances
- 2002: Full Frontal. Wszystko na wierzchu jako Linda
- 2003: Roberts: Kiedyś gwiazda jako Grace
- 2006: Radosne Purim jako Pielgrzym
- 2006: Zagłada jako Lexi
- 2007: 1408 jako Lily Enslin
- 2012: Should've Been Romeo jako Ellen